# Stary cmentarz żydowski w Czarnkowie
Stary cmentarz żydowski w Czarnkowie – kirkut został założony w XVIII wieku. Mieści się przy obecnej ul. Podgórnej, na terenie zwanym Góra Żydowska. W czasie okupacji hitlerowskiej został zdewastowany przez Niemców.